# Kreuz Herne
Kreuz Herne is een knooppunt in de Duitse deelstaat Noordrijn-Westfalen.
Op dit mixvormknooppunt ten noordoosten van de stad Herne kruist de A43 Kreuz Münster-Süd-Keulen de A42 Kreuz Kamp-Lintfort-Kreuz Castrop-Rauxel-Ost.

## Geografie
Het knooppunt ligt in het stadsdeel Herne-Mitte in Herne.
Nabijgelegen stadsdelen zijn Eickel, Mitte en Baukau.
Het knooppunt ligt ongeveer 20 km ten westen van Dortmund, ongeveer 8 km ten noorden van Bochum en ongeveer 15 km ten noordoosten van Essen.
Ten noordoosten van het knooppunt ligt het kerkhof Nordfriedhof Kaiserstraße, ten noordwesten van het knooppunt ligt de energiecentrale Kraftwerk Herne.

## Geschiedenis
Het knooppunt werd in 1968 samen met het eerste gedeelte van de A 42 geopend voor het verkeer. Des tijds verbond het de EB 51 (Ersatzbundesstraße) die later omgenummerd werd naar A 43. In het midden van de jaren 1970 van de 20e eeuw werd het knooppunt met het doortrekken van de A 43 nogmaals aangepast.

## Configuratie
Rijstrook
Nabij het knooppunt hebben beide snelwegen 2x2 rijstroken. Op de verbindingswegen A 43-noord—A 42-oost en A 42-west—A 43-Zuid die beide twee rijstroken hebben, hebben alle andere verbindingswegen één rijstroken.
Knooppunt
Omdat er ten noordoosten van het knooppunt een groot kerkhof ligt en ten zuidwesten van het knooppunt de Cranger Straße ligt, kon er daar geen klaverblad lus aangelegd worden. In plaars daarvan werd ervoor gekozen om hier twee windmolen lussen aan te leggen. Zo werd het knooppunt een zogenaamde klavermolen.

## Verkeersintensiteiten
Dagelijks passeren ongeveer 155.000 voertuigen het knooppunt.
| Van                                  | Naar                   | Gemiddeld aantal voertuigen per dag | Percentage vrachtverkeer |
| ------------------------------------ | ---------------------- | ----------------------------------- | ------------------------ |
| AS Herne-Crange (A 42)               | AK Herne               | 79.700                              | 9,8 %                    |
| AK Herne                             | AS Herne-Baukau (A 42) | 59.000                              | 9,6 %                    |
| AS Recklinghausen-Hochlarmark (A 43) | AK Herne               | 80.900                              | 6,5 %                    |
| AK Herne                             | AS Herne-Eickel (A 43) | 87.700                              | 7,9 %                    |

## Richtingen knooppunt
| Aansluitende wegen                             | Aansluitende wegen                              | Aansluitende wegen                                    | Aansluitende wegen | Aansluitende wegen |
| ---------------------------------------------- | ----------------------------------------------- | ----------------------------------------------------- | ------------------ | ------------------ |
|                                                |                                                 | richting Recklinghausen / Münster                     |                    |                    |
|                                                |                                                 |                                                       |                    |                    |
| richting Herne-Crange Gelsenkirchen / Duisburg | richting Herne-Baukau Castrop-Rauxel / Dortmund |                                                       |                    |                    |
|                                                |                                                 |                                                       |                    |                    |
|                                                |                                                 | richting Herne-Eickel / Bochum Düsseldorf / Wuppertal |                    |                    |

## Weblinks
- Geschichte der A 42 in Deutschland